# Ifigenia en Áulide (Gluck)
Ifigenia en Áulide (título original en francés, Iphigénie en Aulide) es una ópera en tres actos con música de Christoph Willibald Gluck y libreto en francés de Leblanc du Roullet. Se trata de la primera ópera de Gluck para la escena parisina y se basó en la tragedia Iphigénie de Jean Racine. Fue estrenado en la Ópera de París el 19 de abril de 1774. 

## Historia de las representaciones

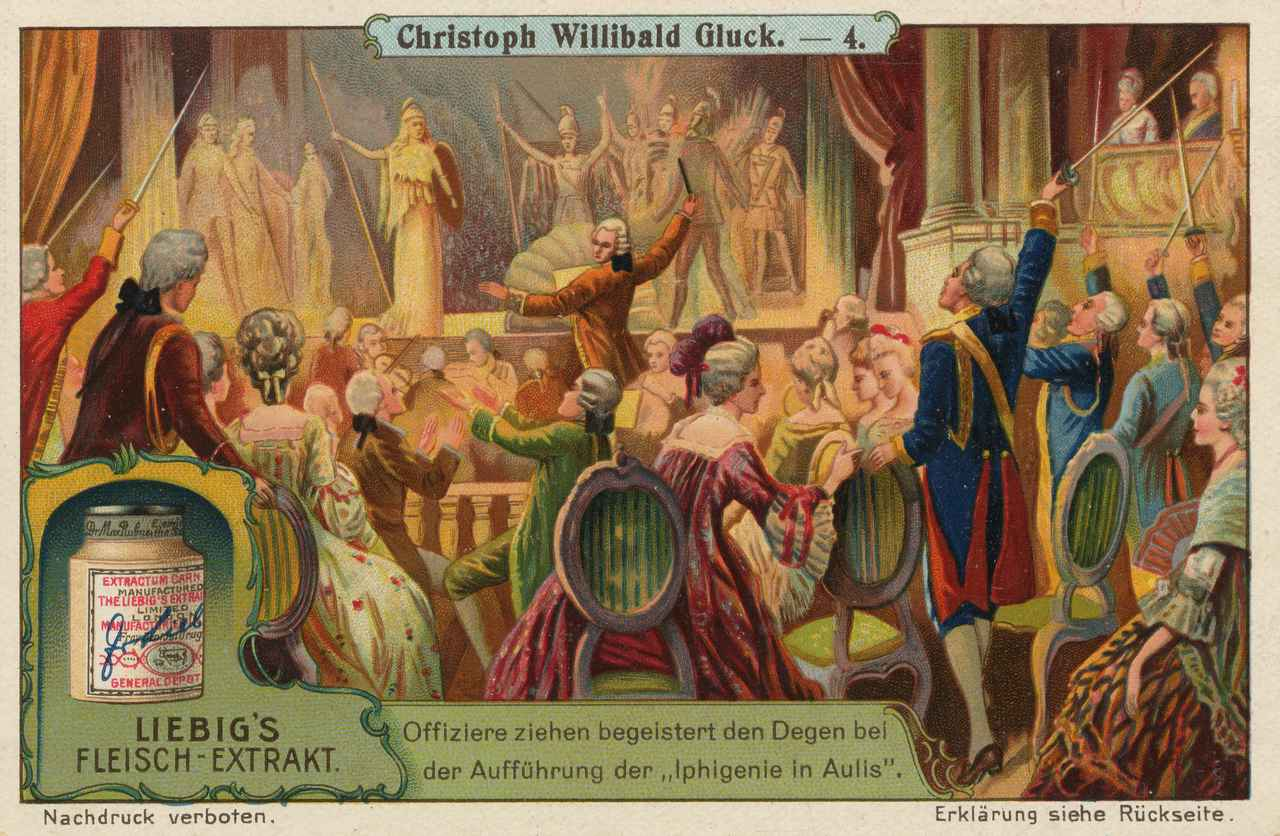
Gluck dirigiendo la ópera.

Ifigenia en Áulide se estrenó en la Ópera de París el 19 de abril de 1774, y "al principio no fue popular, aunque su obertura fue aplaudida generosamente desde el principio. Después del estreno se programó el 22, 24 y 29 de abril y se interrumpió del 1 de mayo al 15 de junio de 1774 por el cierre de los teatros por la enfermedad y la muerte de Luis XV ... Ifigenia en Áulide no volvió a la escena hasta el 10 de enero de 1775, pero se repuso anualmente en 1776-1780, 1782-1793, 1796-1824. Se montó en París más de 400 veces en un intervalo de 50 años, y al final resultó ser la ópera de Gluck más representada en París. Para la reposición de 1775, "Gluck revisó Ifigenia en Áulide ... introduciendo a la diosa Diana (soprano) al final de la ópera como una dea ex machina, y alterando y expandiendo los divertissements... Así que, hablando en términos generales, hay dos versiones de la ópera; pero las diferencias no son en modo alguno tan grandes o importantes como las que hay entre Orfeo ed Euridice y Orphée et Euridice o entre la versión italiana y la francesa de Alceste".
En 1847 Richard Wagner presentó una versión revisada de la Ifigenia en Áulide de Gluck en la corte de Dresde. Wagner editó, re-orquestó y revisó la ópera significativamente incluyendo la adición de un diferente final y algunos otros pasajes de composición propia. La versión de Wagner de la ópera se repuso en el Festival de Waterloo de 1984 con Alessandra Marc como Ifigenia.
La ópera se representó por vez primera en los Estados Unidos el 22 de febrero de 1935 en la Academia de Música, Filadelfia. La producción íntegramente dramatizada se presentó por la Orquesta de Filadelfia y el director Alexander Smallens. Dirigida por Herbert Graf, usó decorados de Norman Bel Geddes y estuvo protagonizada por Georges Baklanoff como Agamenón, Cyrena van Gordon como Clitemnestra, Rosa Tentoni como Ifigenia, Joseph Bentonelli como Aquiles y Leonard Treash como Patroclo.
Se representó en el Teatro Colón de Buenos Aires en 1949 dirigida por Héctor Panizza y protagonizada por Delia Rigal.
Esta ópera rara vez se representa en la actualidad; en las estadísticas de Operabase aparece con sólo 4 representaciones para el período 2005-2010. En 2011 se representó en Ámsterdam junto a su continuación Ifigenia en Tauride dirigida por Marc Minkowski con Veronique Gens y Anne Sofie von Otter.

## Personajes
| Personaje | Tesitura      | Elenco del estreno, 19 de abril de 1774 (Director: Louis-Joseph Francœur) (Coreógrafo: Gaétan Vestris) |
| --- | ------------- | --- |
| Agamenón / Agamemnon, rey de Micenas | bajo barítono | Henri Larrivée                                                                                         |
| Clitemnestra / Clytemnestre, su esposa | soprano       | Françoise-Claude-Marie-Rosalie Campagne Duplant (o du Plant)                                           |
| Ifigenia / Iphigénie, su hija | soprano       | Sophie Arnould                                                                                         |
| Aquiles / Achille, un héroe griego | haute-contre  | Joseph Legros                                                                                          |
| Patroclo / Patrocle, amigo de Aquiles | bajo          | Durand                                                                                                 |
| Calcas / Calchas, el Gran Sacerdote | bajo          | Nicolas Gélin                                                                                          |
| Arcas | bajo          | Beauvalet                                                                                              |
| Tres mujeres griegas | sopranos      | Marie-Françoise de Beaumont d'Avantois; Rosalie Levasseur (otra intérprete desconocida)                |
| Una esclava de Lesbos | soprano       | Mlle. Chateauneuf                                                                                      |
| Pueblo y soldados griegos; guerreros de Tesalia; mujeres de Argos; mujeres de Áulide; hombres, mujeres y esclavos de Lesbos; sacerdotisas de Diana: choir |               | |
| Ballet ballerinas: Marie-Madeleine Guimard, Marie Allard, Anne Heinel, Peslin; bailarines: Gaétan Vestris, Maximilien Gardel                              |               | |

## Argumento
Acto I

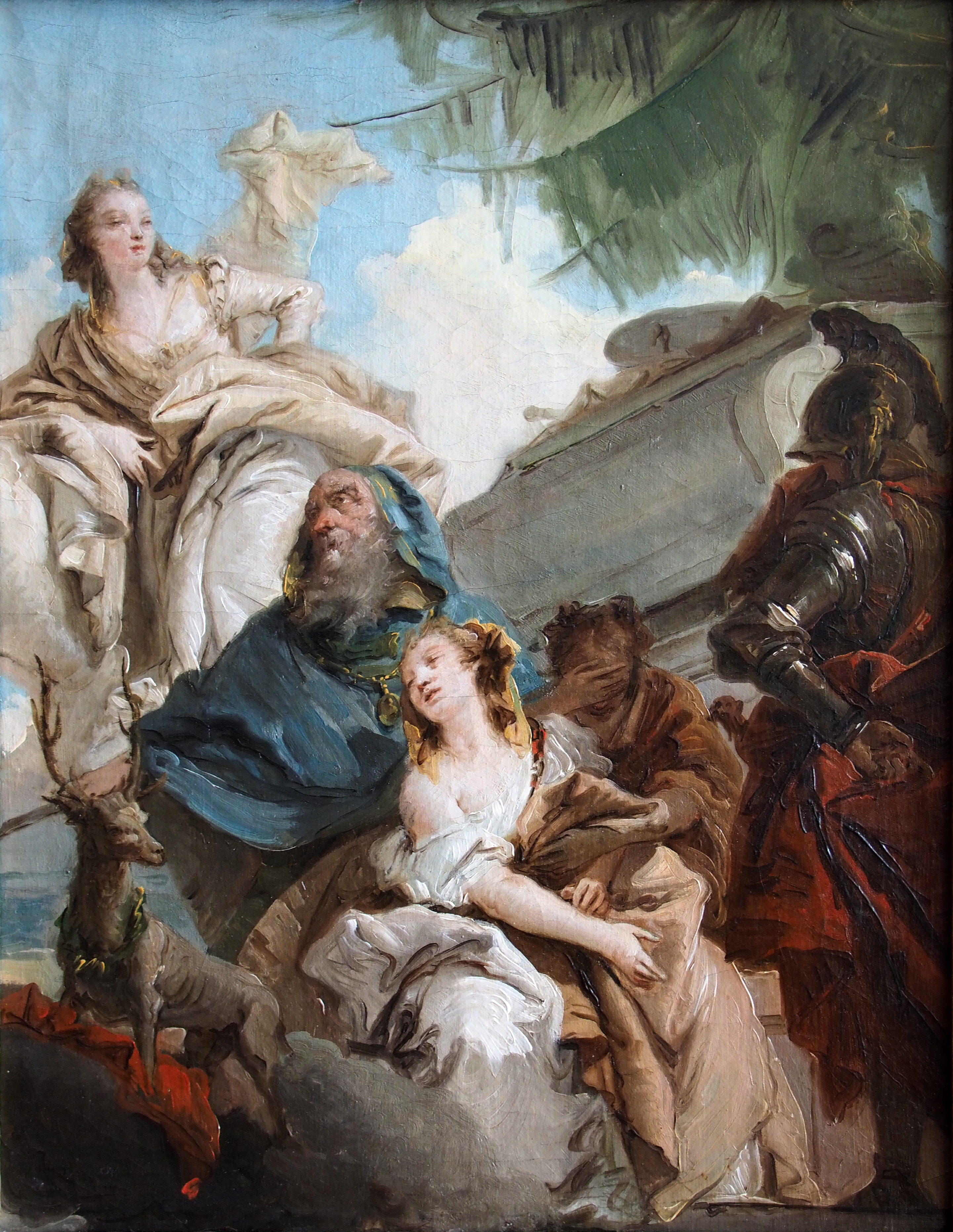
Tiepolo: El sacrificio de Ifigenia.

Calcas, el gran vidente, profetiza que el rey Agamenón debe sacrificar a su propia hija, Ifigenia, para garantizar buenos vientos para la flota del rey hasta Troya –- una exigencia que proviene de la misma diosa Diana. A lo largo de la ópera, Agamenón lucha con la terrible elección entre salvar la vida de su hija Ifigenia o asegurar el bienestar de sus súbditos.
Agamenón llama a su hija a Áulide, el puerto en el que se está reuniendo la armada griega, aparentemente para casarla con Aquiles, el gran héroe. Luego, reconsiderando su decisión de sacrificarla, el rey intenta impedir que ella llegue con la explicación elaborada de que Aquiles ha sido infiel. Ifigenia, sin embargo, ya ha alcanzado el campamento de los griegos acompañada por su madre Clitemnestra. Las dos mujeres quedan impresionadas y enfadadas por la aparente inconstancia de Aquiles, pero al final él entra declarando su amor imperecedero por la muchacha, y el primer acto termina con una tierna escena de reconciliación. 
Acto II
La ceremonia nupcial está próxima y las festividades requieren danzas y coros. Cuando la pareja va al templo, sin embargo, Arcas, el capitán de los guardas de Agamenón, revela que el rey está esperando a su hija ante el altar para matarla. Aquiles y Clitemnestra se apresuran a salvar a la muchacha para que no sea sacrificada. Al final, parte que Agamenón renuncia a su plan de matarla.
Acto III
El tercer acto se abre con un coro de griegos: rechazan la decisión del rey en el caso de que nunca se les permita alcanzar Troya, y exigen que se celebre la ceremonia. En este momento, Ifigenia se resigna a su destino, y ofrece su propia vida en beneficio de su pueblo, mientras Clitemnestra reclama la venganza de Júpiter sobre los crueles griegos. Va a celebrarse el sacrificio, pero Aquiles interrumpe con sus guerreros y la ópera concluye con la revisión más significativa que hizo Gluck sobre el original: la voz de Calcas se alza sobre el tumulto general y anuncia que Diana ha cambiado de opinión sobre el sacrificio y consiente en que se case. En la segunda versión, de 1775, Diana aparece personalmente para bendecir tanto el matrimonio como el viaje de Agamenón.

## Grabaciones
- José van Dam (Agamenón), Anne Sofie von Otter (Clitemnestra), Lynne Dawson (Ifigenia), John Aler (Aquiles); Coro Monteverdi, Orquesta de la Ópera de Lyon, John Eliot Gardiner (Erato, 1990).  Esta grabación, cantada en francés, presenta la partitura tal como Gluck la escribió.
- Dietrich Fischer-Dieskau, Trudeliese Schmidt, Anna Moffo, Ludovic Spiess; Coro de la Radio de Baviera, Orquesta de la Radiodifusión de Múnich, Kurt Eichhorn (Eurodisc/BMG 1972). Cantada en alemán, esta grabación presenta la partitura revisada por Richard Wagner.
- Dietrich Fischer-Dieskau, Johanna Blatter, Martha Musial, Helmut Krebs, Josef Greindl (Calcas); Orquesta Sinfónica y Coro de Cámara de la RIAS de Berlín, Artur Rother (Gala 100.712). Cantada en alemán, 1 de diciembre de 1951.
- Nicolas Testé, Anne Sofie von Otter, Véronique Gens, Frédéric Antoun, Christian Helmer (Calcas), Salomé Haller (Artemisa), Laurent Álvaro (Arcas), Martijn Cornet (Patrocle); los papeles femeninos menores son cortados; Orquesta Les Musiciens du Louvre, Coro de la Nederlandse Opera, Marc Minkowski, dirección teatral de Pierre Audi (DVD Opus Arte BD7115 D). Primera grabación de vídeo (Ámsterdam, septiembre de 2011).